# St. Kastulus (Pullenhofen)

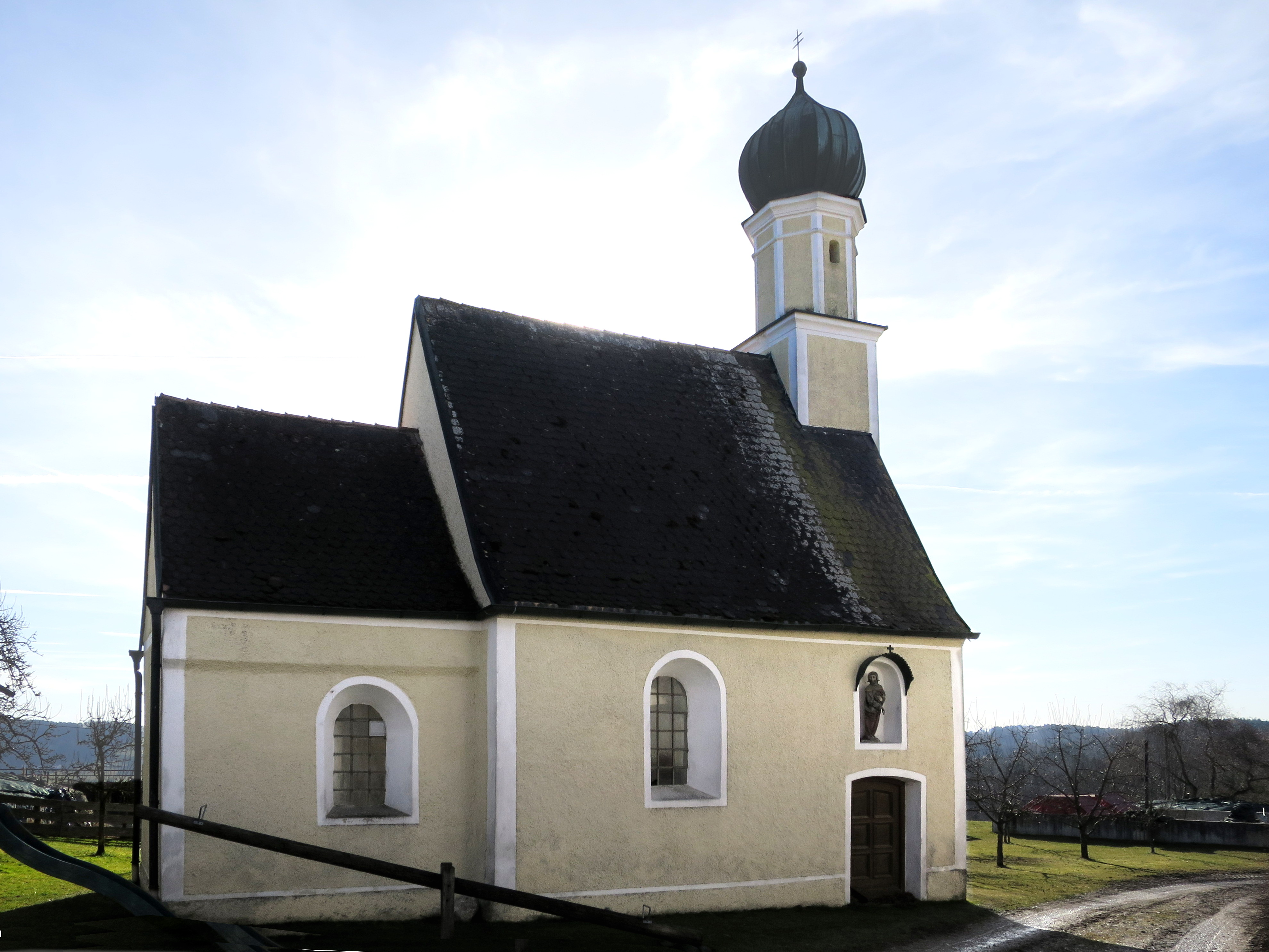
St. Kastulus in Pullenhofen

Die römisch-katholische Kirche St. Kastulus in Pullenhofen, einem Gemeindeteil von Bruck im oberbayerischen Landkreis Ebersberg, ist eine Nebenkirche in der Pfarrei St. Michael in Alxing. Sie ist in der Liste der Baudenkmäler in Bruck (Oberbayern) unter der Nr. D-1-75-114-19 eingetragen. Die Kirche gehört zum Pfarrverband Moosach im Dekanat Ebersberg (Erzbistum München und Freising).

## Beschreibung
Die im Kern spätromanische Saalkirche wurde um 1250 erbaut und im 18. Jahrhundert barock umgestaltet. Sie besteht aus dem Langhaus und dem schwach eingezogenen, quadratischen Chor im Osten. Über der Fassade des Langhauses im Westen wurde im 18. Jahrhundert ein Giebelreiter mit einer Zwiebelhaube aufgesetzt.  
Der Hochaltar, dessen Entstehung um 1650 anzunehmen ist, wird als „in bäuerlichem Barock gehalten“ bezeichnet. In einer Rundbogennische in seiner Mitte steht eine Figur des Kirchenpatrons, des heiligen Kastulus. Als Kämmerer des Kaisers Diokletian ist er in fürstlichem Gewand, mit einer Lanze sowie Schwert mit Schild dargestellt. Links von ihm steht der heilige Leonhard mit Abtsstab und der Kette, von der auf sein Gebet hin Gefangene befreit worden sein sollen. Rechts steht der heilige Florian, der Schutzheilige gegen Feuersgefahr, mit einem Wasserkübel. Über der Figur des heiligen Kastulus ist in einem runden Medaillon Maria mit dem Jesuskind dargestellt, flankiert von zwei Engeln.
In einer Nische über dem Eingang der Kirche an der Nordseite steht ebenfalls eine Statue des Kirchenpatrons. Es ist jedoch eine Kopie der ursprünglichen spätgotischen Figur, die 1916 gestohlen und nicht wiedergefunden wurde.